# Alcudia de Veo
Alcudia de Veo – gmina w Hiszpanii, w prowincji Castellón, w Walencji, o powierzchni 30,66 km². W 2011 roku gmina liczyła 221 mieszkańców.